# 塔羅灣溪大瀑布
塔羅灣溪大瀑布俗稱「塔羅灣溪百米瀑」，位於南投縣仁愛鄉濁水溪支流塔羅灣溪中游，能高越嶺道7.6K下方溪谷。瀑布標高約1610公尺至1520公尺，落差約90公尺，瀑幅約10公尺。由情人吊橋（精英溫泉）起溯，約6.5公里可抵達瀑布下。

## 解
1. ↑  根據《魯地圖 Taiwan TOPO》、《農航所（正射影像圖）》對照。